# هابرشام (تنسی)
هابرشام (به انگلیسی: Habersham) یک منطقهٔ مسکونی در ایالات متحده آمریکا است که در شهرستان کمبل، تنسی واقع شده‌است. هابرشام ۳۵۱٫۱۳ متر بالاتر از سطح دریا واقع شده‌است.